# Bulath Anita
Bulath Anita (Dunaújváros, 1983. szeptember 20. –) magyar kézilabdázó, átlövő poszton játszik.

## Pályafutása
Szülővárosában kezdett kézilabdázni. Első profi klubja is a helyi Dunaferr SE volt, de emellett más profi klubokban is megfordult, mint például a dán FC Köbehavn vagy a többszörös horvát bajnok RK Podravka Vegeta csapatánál balátlövőként. Itt 2009 augusztusában azonnali hatállyal felmondtak neki, a gazdasági világválságra hivatkozva. 2009. augusztus 22-én megegyezett a Debreceni kézilabdacsapattal, így a Loki játékosa lett. 2011-2012-ben a Veszprém Barabás KC-ben szerepelt. 2012 márciusában újra a RK Podravka Vegetához szerződött két évre.
A Podravka Vegeta pénzügyi gondokkal küszködött, ezért a Viborg HK dán kézilabda klub színeiben kötött ki a magyar válogatott játékos. A Dán évek után hazatért nevelőegyesületébe Dunaújvárosba.Abban az évben hatalmasat lépett előre a DKKA.2016-ban magyar játékosokkal EHF kupát nyert.A DKKA csapatkapitányaként hatalmas része volt ebben a sikerben. Kisfia születése után a DVSC leigazolta a rutinos átlövőt. Második virágzást élte a debreceni csapatban.Európa kupa és a magyar bajnokság egyik vezéregyénisége volt.A debreceni évek után újra hazatért Dunaújvárosba. Két remek év után bejelentette a visszavonulását. 

### Válogatott
Bulath Anita először a magyar válogatottban 2004. március 2-án játszott Dánia ellen, Aarhusban, ahol a magyar női kézilabda-válogatott megalázó sikert ért el, 11 góllal megverte a házigazdát. 2004 után, Bulath Anita csak 2008-ban kapott helyet a válogatottban, a Pannon Kupán és a 2008-as női kézilabda-Európa-bajnokságon.

### Eddigi edzői
- Czagler Katalin-nevelőedző
- Konkoly Csaba-Győri Audi ETO KC
- Mátéfi Eszter Dunaferr
- Pergel István Dunaferr
- id. Kiss Szilárd Dunaferr
- Tomas Hyle-FC Köbenhavn
- Zdravko Zovko-HK Podravka Vegeta
- Bakó Botond-DVSC-Korvex

- Köstner Vilmos (DVSC-Korvex)
- Gyurka János (Veszprém Barabás Kc)
- Neven Hrupec (Podravka Vegeta)
- Martin Albertsen (Viborg HK)
- Oskar Bjarni Oskarsson (Viborg HK)
- Christian Dalmose (Viborg HK)

## Eredményei

### Aranyérmei
- háromszoros magyar bajnok (2001, 2003, 2004)
- kétszeres Magyar Kupa győztes (2002, 2004)
- kétszeres horvát bajnok (2008, 2009)
- kétszeres Horvát Kupa győztes (2008, 2009)
- EHF Kupa győztes 2016

### Ezüstérmei
- kétszeres junior világbajnoki ezüstérmes (2001, 2003)

### Bronzérmei
- ifjúsági Európa-bajnoki bronzérmes (2001)

Dán bajnokság 2012-13

### Egyéb díjai, helyezései
NB 1 gólkirálynő 2011-12 
NB1 gólkirálynő 2014-15